# Kinnelon
Kinnelon és una població dels Estats Units a l'estat de Nova Jersey. Segons el cens del 2008 tenia 9.582 habitants.

## Demografia
Segons el cens del 2000, Kinnelon tenia 9.365 habitants, 3.062 habitatges, i 2.685 famílies. La densitat de població era de 202,1 habitants/km².
Dels 3.062 habitatges en un 45,4% hi vivien nens de menys de 18 anys, en un 80,6% hi vivien parelles casades, en un 5,3% dones solteres, i en un 12,3% no eren unitats familiars. En el 9,4% dels habitatges hi vivien persones soles el 3,6% de les quals corresponia a persones de 65 anys o més que vivien soles. El nombre mitjà de persones vivint en cada habitatge era de 3,06 i el nombre mitjà de persones que vivien en cada família era de 3,27.
Per edats la població es repartia de la següent manera: un 30% tenia menys de 18 anys, un 4,3% entre 18 i 24, un 27% entre 25 i 44, un 29,7% de 45 a 60 i un 9% 65 anys o més.
L'edat mediana era de 40 anys. Per cada 100 dones de 18 o més anys hi havia 95,9 homes.
La renda mediana per habitatge era de 105.991 $ i la renda mediana per família de 110.593 $. Els homes tenien una renda mediana de 79.870 $ mentre que les dones 45.069 $. La renda per capita de la població era de 45.796 $. Aproximadament el 2,3% de les famílies i el 2,6% de la població estaven per davall del llindar de pobresa.

## Poblacions més properes
El següent diagrama mostra les poblacions més properes.